# 軍功路 (台中市)

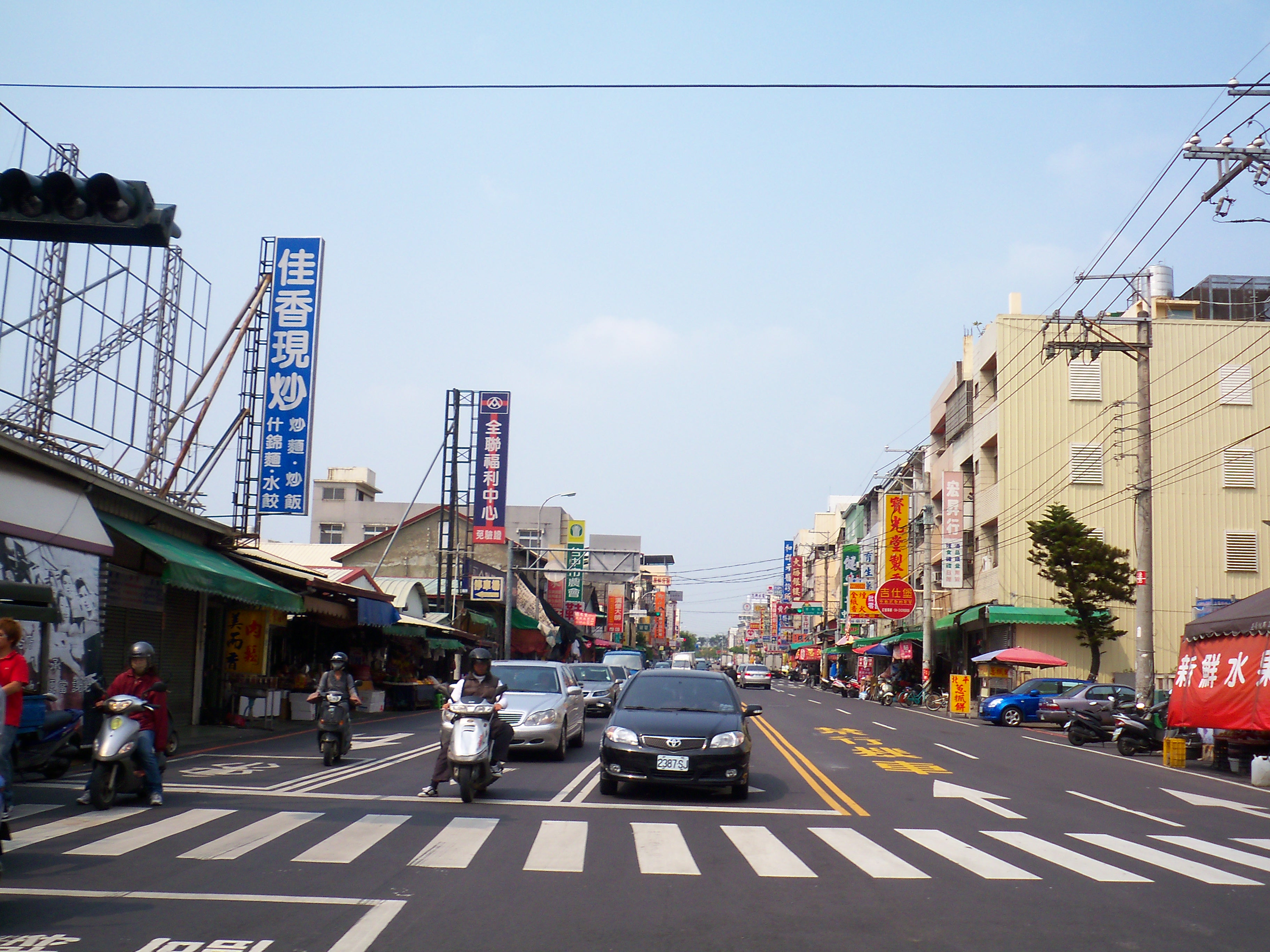
軍功路二段。

軍功路為臺灣臺中市的重要道路之一。全線皆位於北屯區境內，呈南北向，共分兩段。北銜接潭子區豐興路一段與潭興路一段165巷，南訖於太原路銜接太平區樹德路。全線配置雙向四車道。原屬鄉道中89線的其中一段（中市89線），今已解編。
軍功路亦是三條連接台中-豐原城際道路中的一條〈另二條為崇德路、北屯路〉。

## 行經行政區域
- 北屯區

## 分段
- 一段：太平區樹德路－東山路一段
- 二段：東山路一段－潭子區豐興路

## 本道路客運
臺中市公車
- 中台灣客運：20
- 台中客運：66、72
- 統聯客運：77
- 豐原客運：202、203

## 沿線設施
（由南到北）
| | |
| （往南接樹德路） 一段（北屯區） - 太平區新光重劃區 太原路三段 - 水景重劃區 - 臺中市立東山高級中學 - 臺中市北屯區軍功國民小學 二重溪 - 摩斯漢堡台中軍功店 - 麥當勞台中軍功店 東山路一段 | 二段（北屯區） - 軍功市場 - 臺中市衛生局北屯軍功衛生所 - 全聯福利中心軍功店 - 台中地區農會軍功辦事處 - 軍功公園 松竹路一段 - 臺中市立仁愛之家 - 旱溪財神爺廟 - 太安慈善宮 - 台中市私立一畝田幼兒園 - 冠佑高爾夫球練習場 （往北接豐興路） |